# A City Decides
A City Decides (deutsch Eine Stadt entscheidet) ist ein US-amerikanischer Dokumentar-Kurzfilm von Charles Guggenheim aus dem Jahr 1956, der in seiner Sparte für einen Oscar nominiert war.

## Inhalt
Anfangs des Films heißt es: „Ereignisse, die zur Integration der öffentlichen Schulen von Saint Louis führten“. 
Unter der Sammelbezeichnung Brown v. Board of Education wurden vom Obersten Gerichtshof der Vereinigten Staaten von 1952 bis 1954 stellvertretend fünf Fälle zum Thema Rassentrennung an öffentlichen Schulen verhandelt. Betroffene Eltern erhoben Sammelklagen gegen vier Bundesstaaten und den Bundesdistrikt, in denen die Position vertreten wurde, dass der Gleichheitsgrundsatz der Verfassung dadurch verletzt werde, dass es Einrichtungen für Schüler getrennt nach Hautfarbe gebe. Der Oberste Gerichtshof hob mit seinem Grundsatzurteil vom 17. Mai 1954 die zuvor fast einhundert Jahre geltende Rechtsprechung auf.
Der Film zeigt, dass es auch in St. Louis, ebenso wie auch in anderen Städten der USA, schwierig war, das ergangene Urteil zu respektieren und durchzusetzen und neue Mitschüler Attacken der weißen Mitschüler ausgesetzt waren. Von Engstirnigkeit geleitete Anfeindungen waren an der Tagesordnung und machten den dunkelhäutigen Schülern das Leben schwer. Verständnisvolle Lehrer versuchten zu vermitteln, was schleichend zu einer anderen Haltung führte.

Plastik der Little Rock Nine, neun schwarze Schüler, denen der Zutritt an eine High School im Bundesstaat Arkansas verwehrt wurde

## Produktionsnotizen
Der Film enthält im Vorspann den Hinweis: „Mit freundlicher Genehmigung der Courtesy National Film Preservation Foundation, Library of Congress & Internet Archive“. Gesponsert wurde er von The Fund for the Republic supervised by Fleishman-Hillard, Inc. – Saint Louis. Die Filmaufnahmen entstanden in St. Louis im Bundesstaat Missouri. Vertrieben wurde der Film von Universal Pictures. In den Spielfilmszenen des Films agieren keine professionellen Schauspieler. Für Charles Guggenheim, der zwölfmal für den Oscar nominiert war und ihn viermal erringen konnte, war dies sein erster Film, der für die Auszeichnung nominiert wurde. Der Dokumentarfilmer ist in dieser Sparte führend.
Die Entscheidungsverkündung des Obersten Gerichtshofs bedeutete nicht automatisch ein Ende der Rassentrennung. Der Weg wurde zwar eingeschlagen, war aber noch steinig und weit und Integration ist auch heute noch nicht so selbstverständlich wie sie sein sollte und Rassismus an der Tagesordnung.

## Rezeption

### Kritik
William J. Sloan war der Ansicht: „Der Film war bemerkenswert, weil er zumindest kurz die Befürchtungen von Negern offenbarte, ihre Kinder mit weißen Kindern zur Schule gehen zu lassen.“

### Auszeichnung
Auf der Oscarverleihung 1957 war Charles Guggenheim für seinen Film in der Kategorie „Bester Dokumentar-Kurzfilm“ für einen Oscar nominiert, der jedoch an Louis Clyde Stoumen und seinen Film The True Story of the Civil War ging, der das Thema Sezessionskrieg zum Inhalt hat.